# Tiempo del centro
El horario central o zona centro es el huso horario oficial correspondiente al UTC -6, es decir, seis horas menos que en el tiempo universal coordinado o UTC, también conocido como horario GMT.

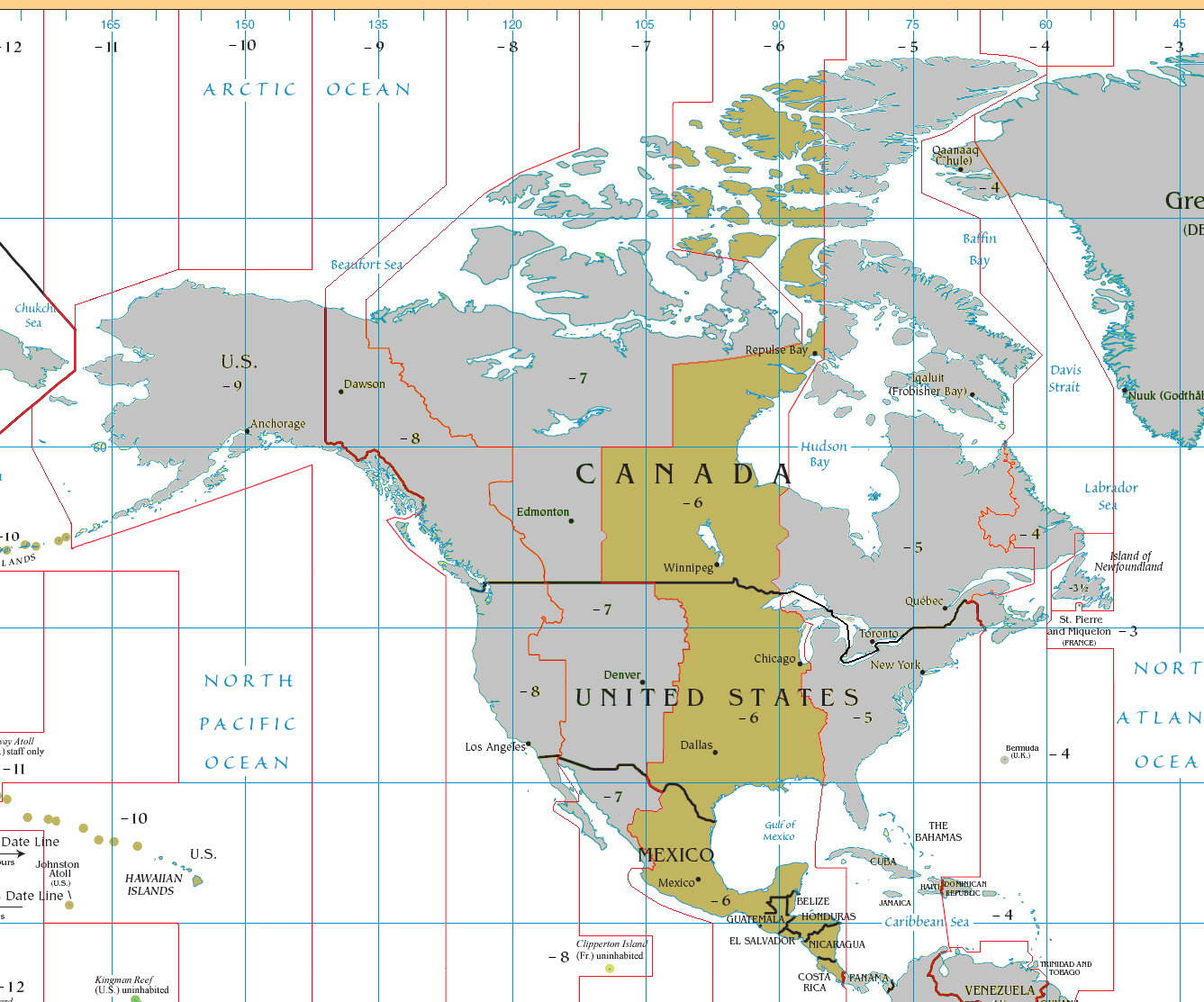
Tiempo del centro

## Territorios donde se utiliza

### México
El horario central tiene vigencia en la mayor parte del país, solo los estados correspondientes al horario del Pacífico, horario de montaña y al horario del Sureste no lo utilizan. Equivocadamente, y debido a la centralización de la difusión de la información en el país, se tiende a creer que es el único oficial en el país.
Se encuentran en el horario central los estados de: 
| - Aguascalientes - Campeche - Chihuahua - Ciudad de México - Coahuila - Colima, excepto las islas Revillagigedo. - Chiapas - Durango - Guanajuato - Guerrero | - Hidalgo - Jalisco - México - Michoacán - Morelos - Nuevo León - Oaxaca - Puebla - Querétaro | - San Luis Potosí - Tabasco - Tamaulipas - Tlaxcala - Veracruz - Yucatán - Zacatecas - Nayarit, solo municipio de Bahía de Banderas |

Los estados de Baja California, Baja California Sur, Nayarit, Quintana Roo, Sinaloa y Sonora no lo usan. Tampoco es usado por las Islas Revillagigedo.

### Estados Unidos
El horario central corresponde en Estados Unidos al horario estándar del Centro (CST), huso horario donde se ubican Chicago, Nueva Orleans, Misuri y Iowa.

### Canadá
El horario central corresponde en Canadá al horario estándar del Centro (CST), huso horario donde se ubica Winnipeg.

### Centroamérica
El horario central corresponde a la mayor parte de Centroamérica a excepción de Panamá.
Países dentro del horario central estándar:
| - Belice - Guatemala | - Honduras - El Salvador | - Nicaragua - Costa Rica |

## Horario de verano
Durante el horario de verano, este huso horario cambia del UTC -6 al UTC -5 en la mayoría de la zona. Corresponde al horario estándar del este canadiense y estadounidense, también al huso horario utilizado en Panamá y Cuba.

## Localidades mexicanas
Principales ciudades mexicanas en el horario central:
- Ciudad de México
- Guadalajara, Jalisco
- Monterrey, Nuevo León
- Oaxaca de Juárez, Oaxaca
- Torreón, Coahuila
- Saltillo, Coahuila
- Monclova, Coahuila
- Chilpancingo de los Bravo, Guerrero
- Acapulco, Guerrero
- Puebla, Puebla
- San Francisco de Campeche, Campeche
- León, Guanajuato
- Mérida, Yucatán
- Cuernavaca, Morelos
- Villahermosa, Tabasco
- Ciudad Victoria, Tamaulipas
- Reynosa, Tamaulipas
- Heroica Matamoros, Tamaulipas
- Tampico, Tamaulipas
- Toluca, Estado de México
- Tuxtla Gutiérrez, Chiapas
- Veracruz, Veracruz de Ignacio de la Llave
- Xalapa, Veracruz de Ignacio de la Llave
- Nuevo Laredo, Tamaulipas

La autoridad mexicana que regula la hora exacta y los husos horarios es el Centro Nacional de Metrología (CENAM), dependiente de la Secretaría de Economía.